# Sumurkondang (Klari)
Sumurkondang is een bestuurslaag in het regentschap Karawang van de provincie West-Java, Indonesië. Sumurkondang telt 5852 inwoners (volkstelling 2010).